# Spelobia faeroensis
Spelobia faeroensis är en tvåvingeart som först beskrevs av Deeming 1966.  Spelobia faeroensis ingår i släktet Spelobia och familjen hoppflugor. Inga underarter finns listade i Catalogue of Life.